# Віруси людини

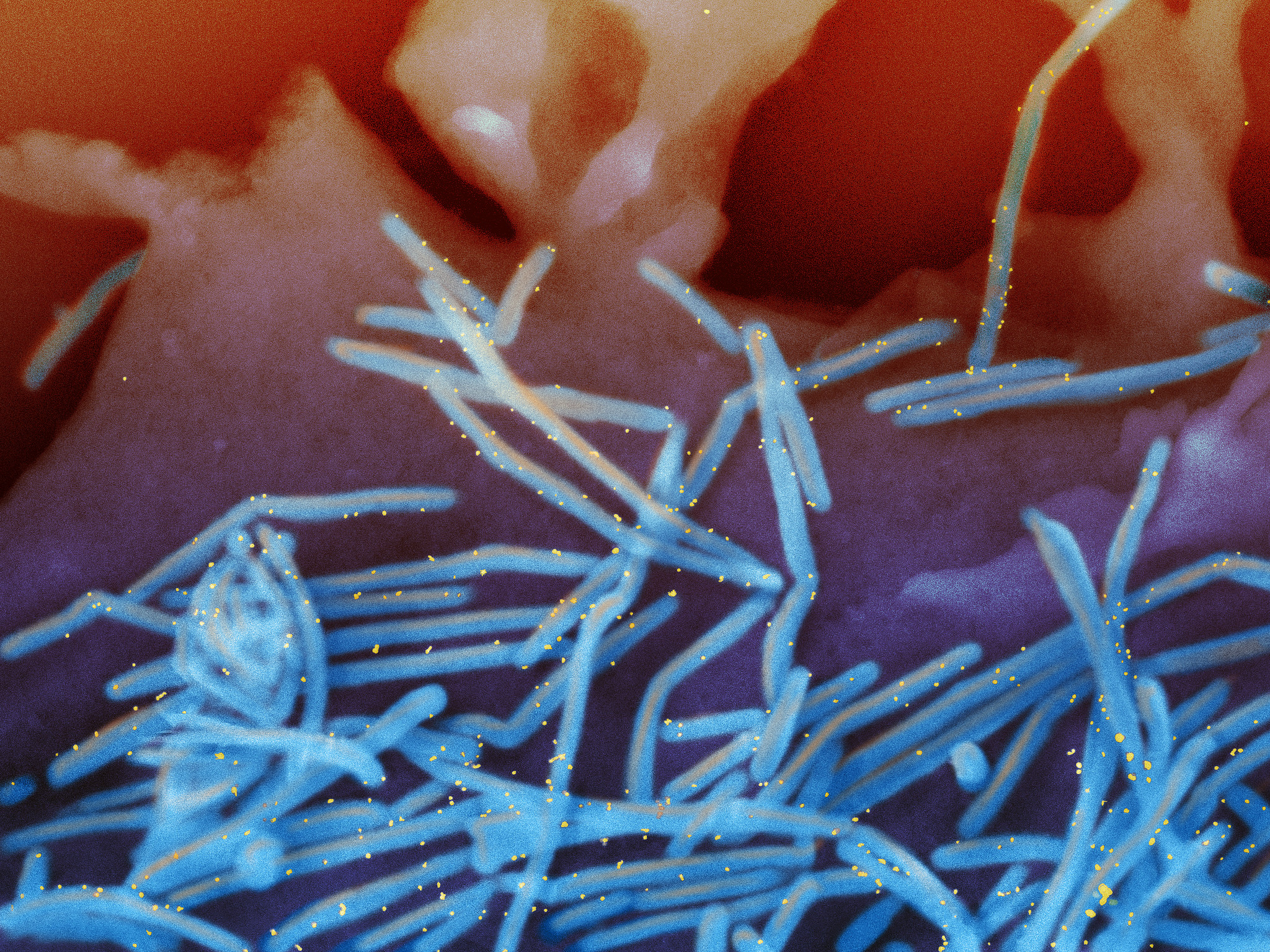
Респіраторно -синцитіальний вірус людини

Віруси людини (віром людини, вірусний мікробіом людини)  — це сукупність вірусів, які населяють людські організми, включаючи віруси, що спричиняють гостру, стійку або латентну інфекцію, і віруси, інтегровані в геном людини, наприклад - ендогенні ретровіруси.  Вони включають еукаріотичні та прокаріотичні організми. Вивчення вірому людини допомогає пояснити вплив мікроорганізмів на  здоров'я.

## Географія відкриттів
Згідно досліджень відомо, що 60 %вірусів людини було відкрито Північній Америці чи Європі, за останні 15 років більш висока швидкість відкриттів сягнула Австралію.

## Класифікація вірусів людини
Віром людини має таксономічну та генетичну складністю. Він включає віруси, які інфікують еукаріотичні клітини (еукаріотний віром); бактеріофаги (бактеріальний віром); фаги, що заражають археї (архейний віром); профаги; ендогенні ретровіруси.
Віруси людини класифікують згідно систематичних назв родин та роду, за розмірами, формами та типами генетичного матеріалу, який вони несуть (ДНК — вірус, РНК — вірус).

### Поширені віруси людини

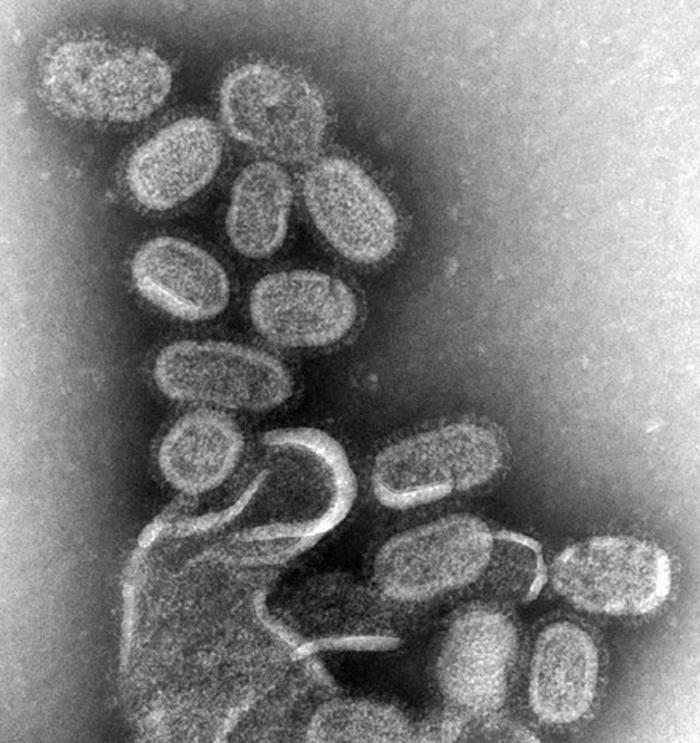
Вірус грипу
- Людський герпевірус
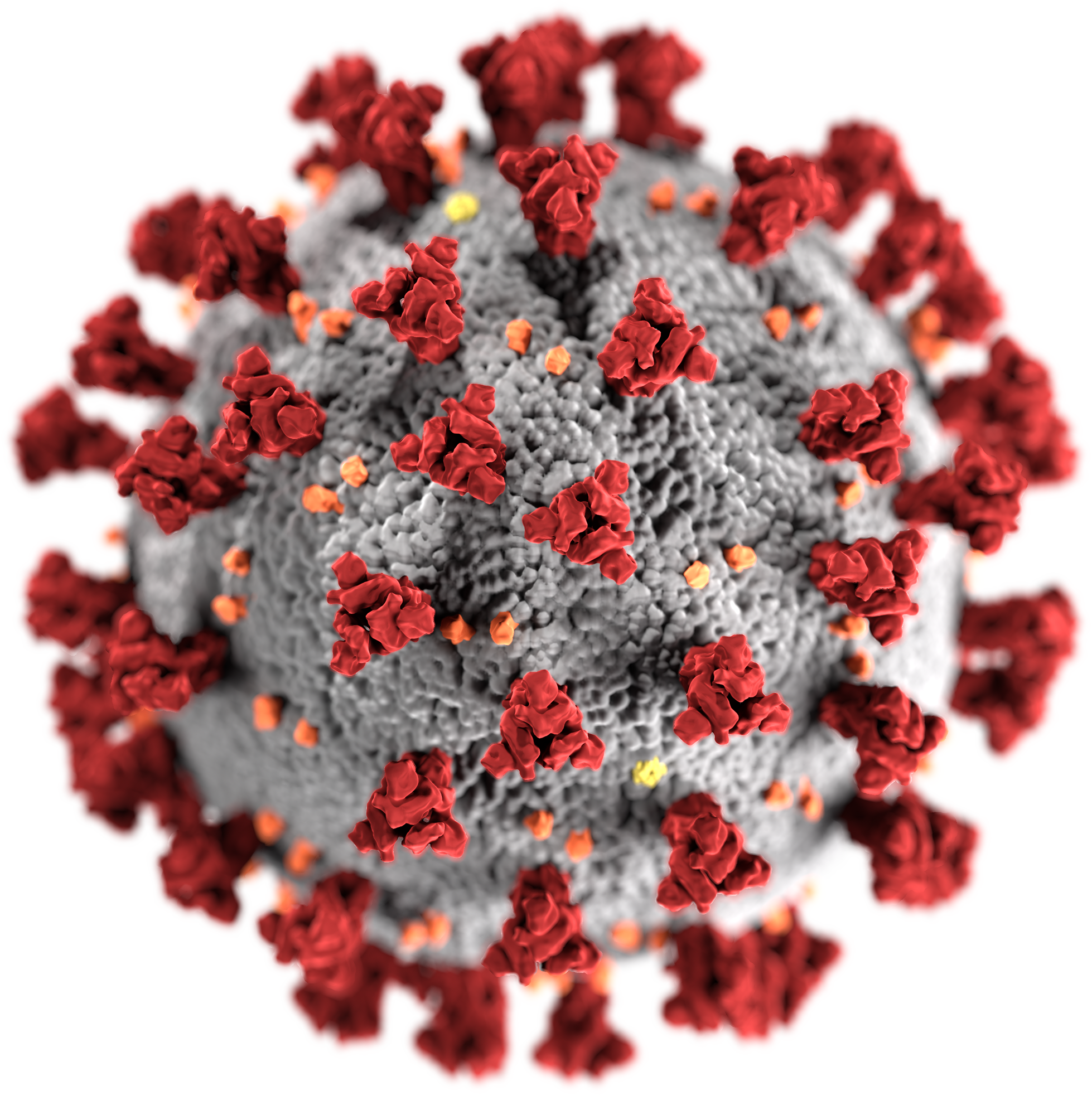
Коронавірус людини
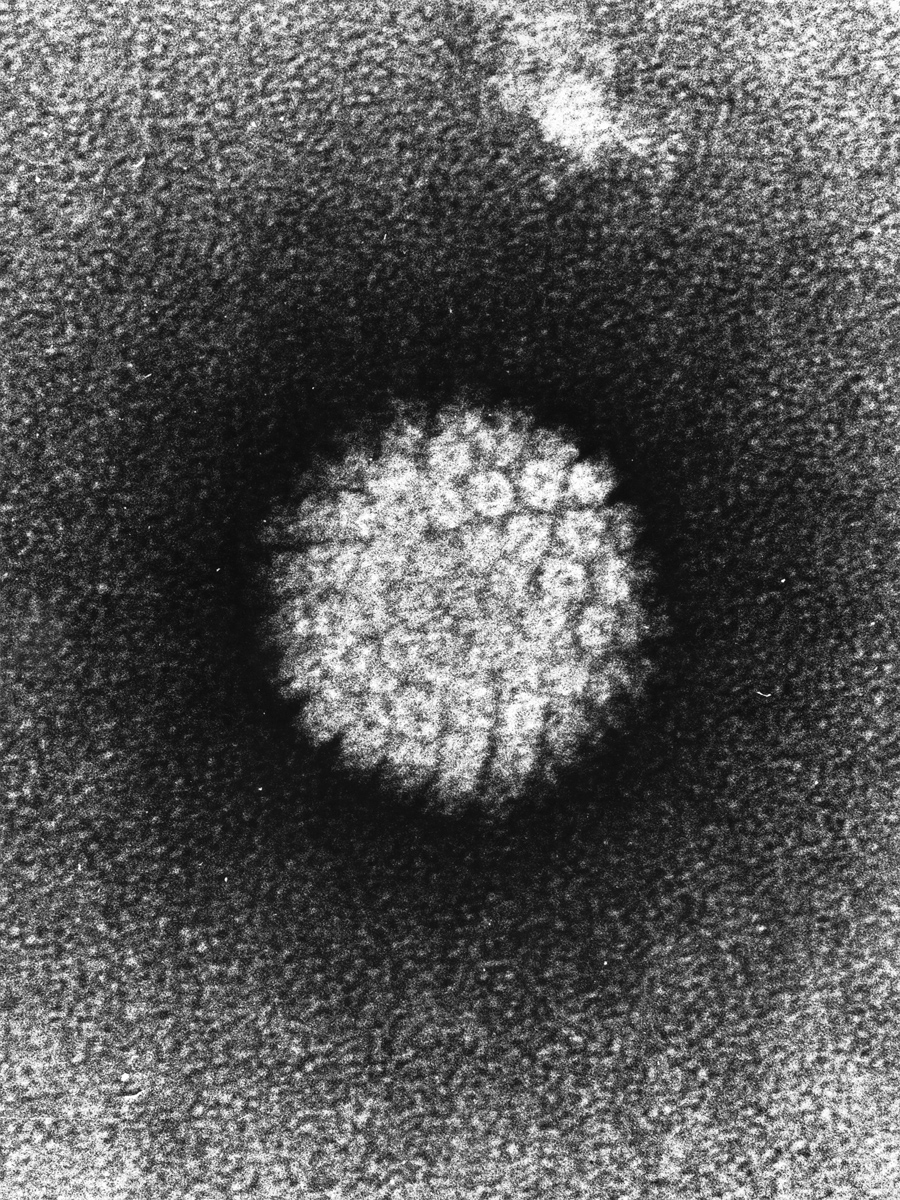
Папіломавірус людини
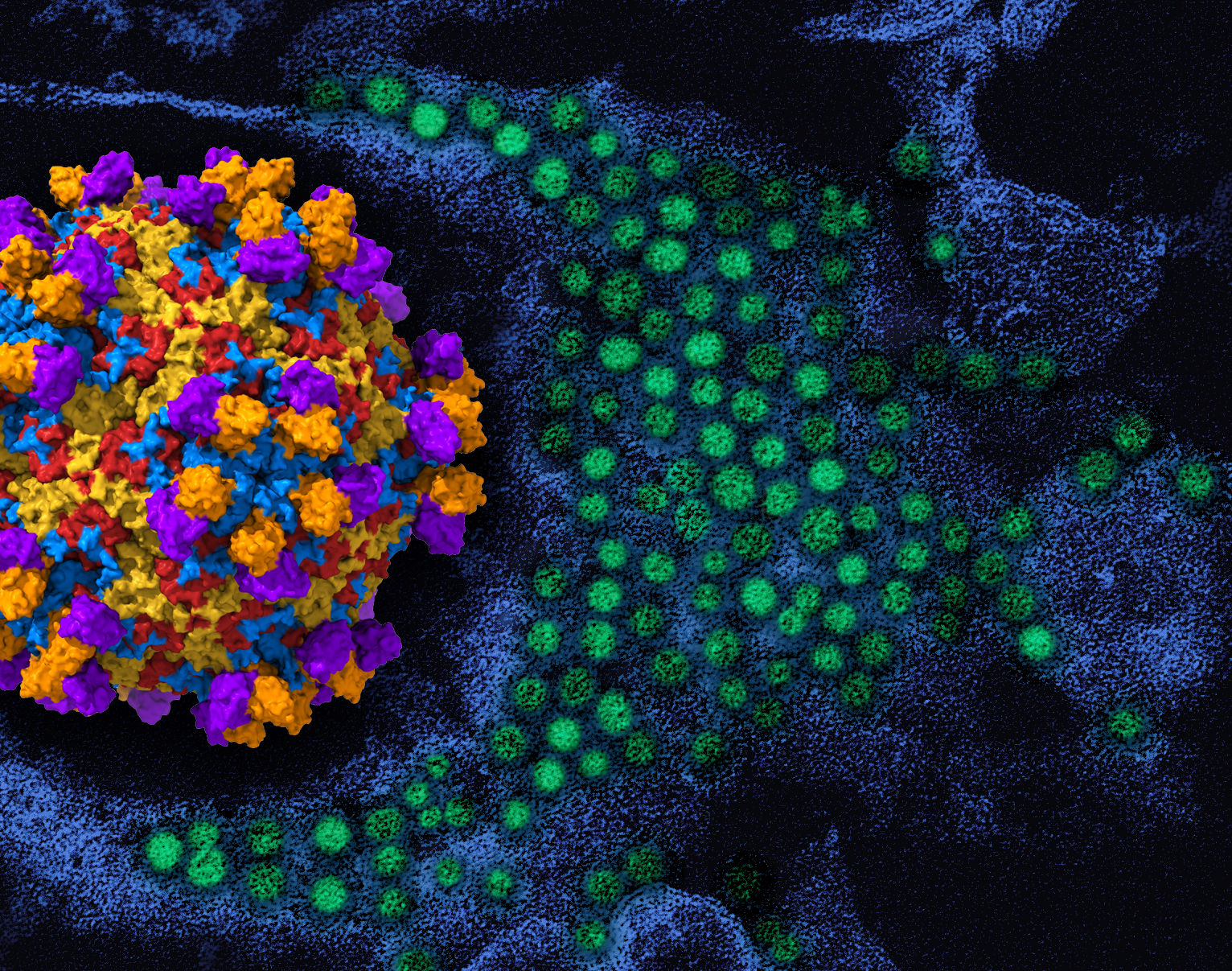
Ентеровірус людини з антитілами
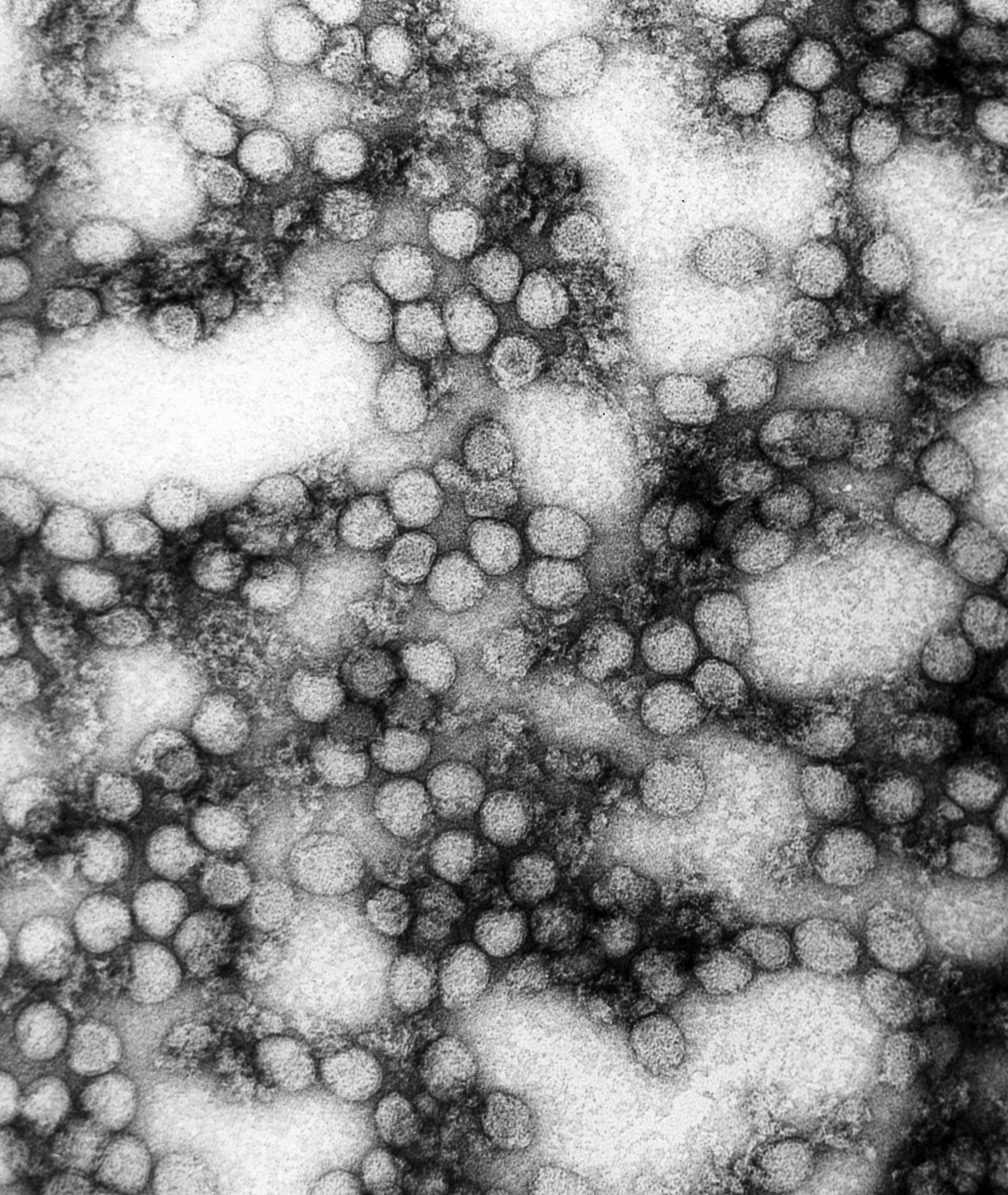
Вірус жовтої гарячки (Flavivirus)
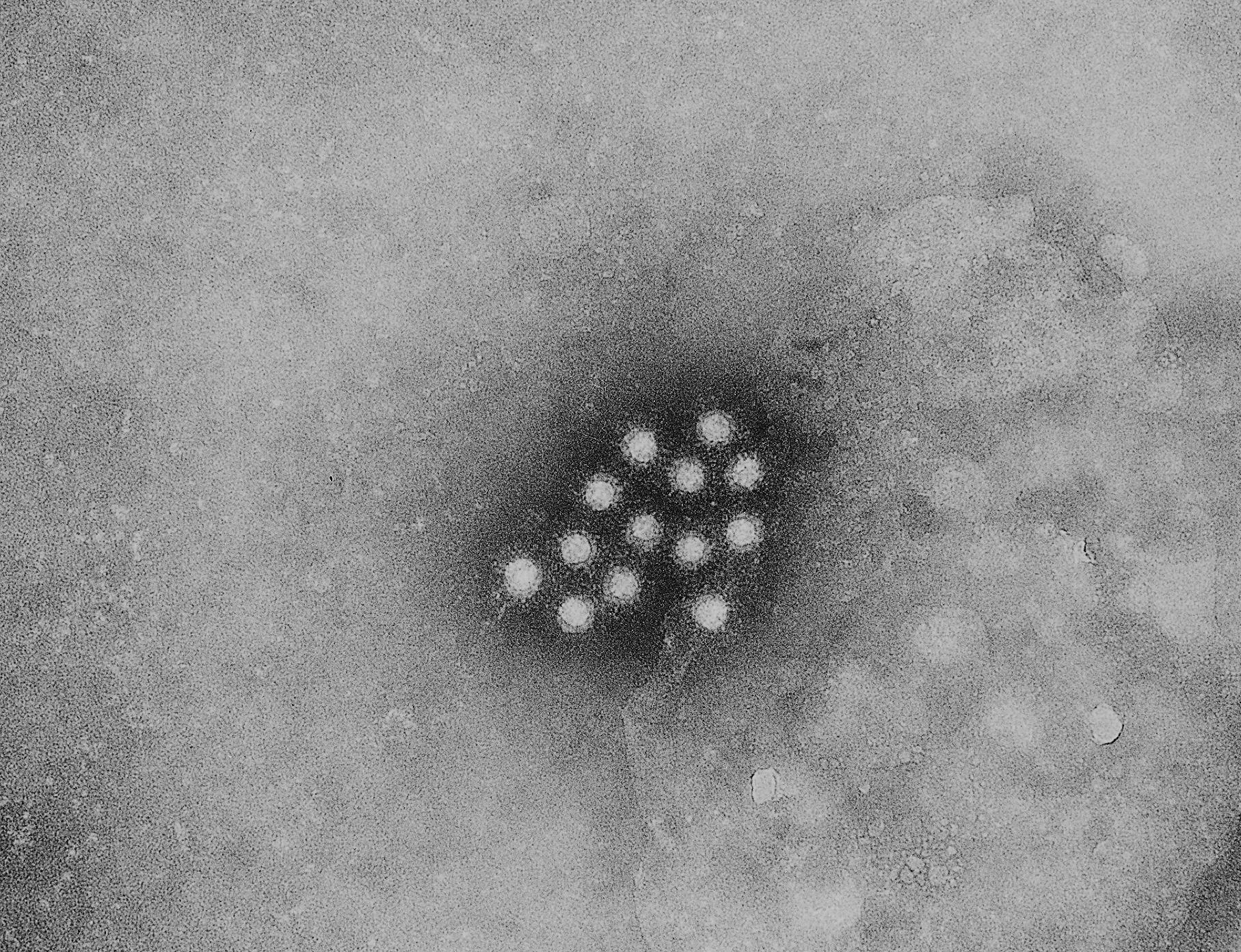
Вірус гепатиту А
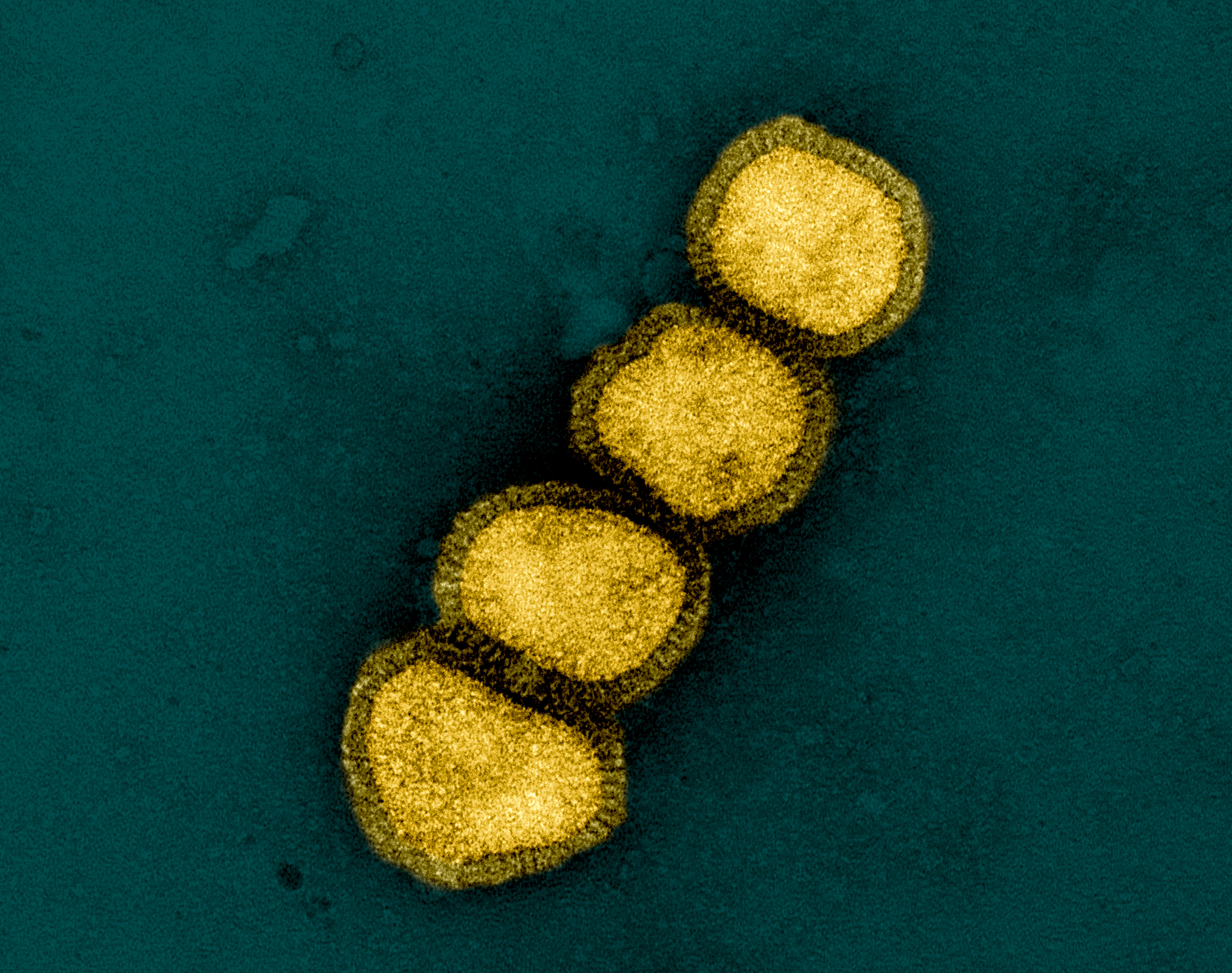
Вірус грипу А
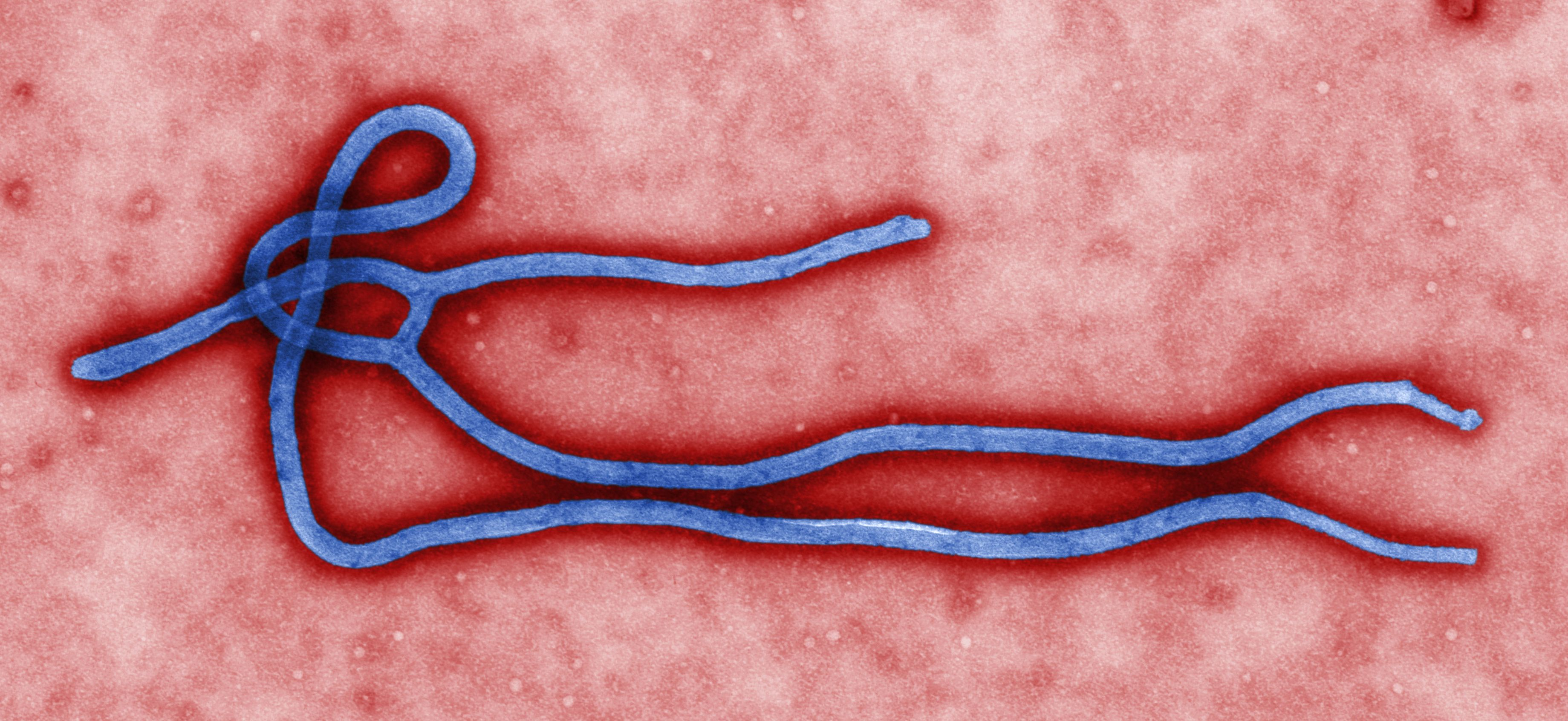
Ебола вірус
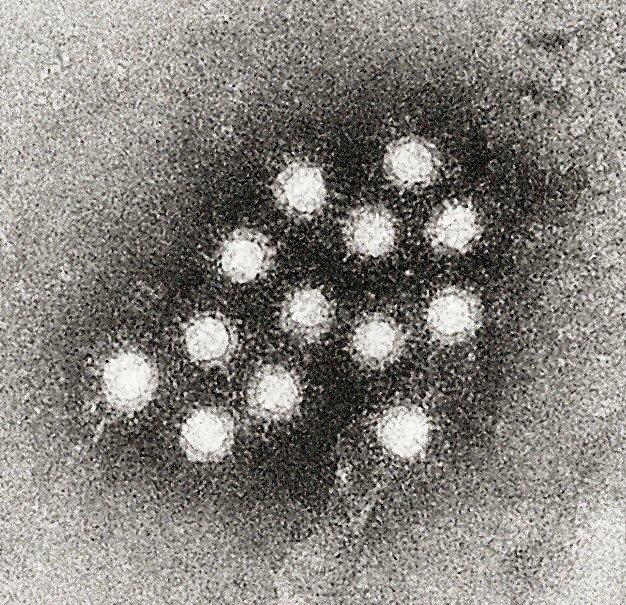
Вірус гепатиту А

### Нові родини вірусів
Нові віруси з'являються через те, що люди постійно піддаються впливу великої різноманітності вірусів, зокрема - вірусам інших ссавців (і, можливо, птахів). Також віруси дуже різноманітні генетично.Нові штами та види  розвиваються протягом років або десятиліть. Також віруси мають великий швидкісний потенціал географічного розповсюдження. (Приклад - в жовтні 2022 року у Сполучених Штатах Америки було відкрито новий штам коронавірусу під назвою ХВВ.1.5, який   виявили вже в 29 країнах. )
Відносно новим вірусом є бокавірус, який відкрили у 2005 році шведські вчені. Також, у 2007 році вчені відкрили поліоми віруси Ki та Wu та реовірус Melaka.

## Віром на різних ділянках тіла
Дослідження вірому виявили різноманітні популяції в багатьох місцях. Віруси разом із фагами широко поширені в організмі людини, і різні анатомічні ділянки можуть мати досить різний склад вірусів та фагів через наявність різних бактерій-господарів.
Нервова система містить вірусу сімейства Герпевіруси.
Кров містить еукаріотичні віруси сімейства Герпевіруси, Anelloviridae , Пікорнавіруси.
Шкіра містить еукаріотичні віруси сімейств Аденовіруси, Anelloviridae, Circoviridae, Герпевіруси, Папіломавіруси, Поліомавіруси.
Ротова порожнина містить сімейств Герпевіруси, Anelloviridae, Папіломавіруси, Redondoviridae.
Сечостатева система містить віруси сімейств Папіломавіруси, Поліомавіруси, Герпевіруси.
Сім'яна рідина містить віруси сімейств Герпевіруси, Anelloviridae, Папіломавіруси.
Легені містять віруси сімейств Anelloviridae, Redondoviridae, Аденовіруси,  Герпевіруси, Папіломавіруси.
Шлунково - кишковий тракт містить віруси сімейств Аденовіруси, Anelloviridae, Caliciviridae,  Пікорнавіруси, Герпевіруси, Circoviridae, Virgaviridae. 

## Вплив вірусів на здоров'я
Існує 219 вірусів, які здатні уражувати людину. Також кожного року відкривають по декілька нових форм людських вірусів Найпоширенішими вірусами людини є вірус грипу, гепатиту, папіломавірус, але кожного року відкриваються нові форми вірусів. Віруси людини здатні до мутацій геному та призводять до мутацій в генах(наприклад, ВІЛ).